# Kobieta samotna (film 1981)
Kobieta samotna – polski telewizyjny film psychologiczny z 1981 roku w reżyserii Agnieszki Holland, zrealizowany na podstawie scenariusza Holland i Macieja Karpińskiego. Bohaterką filmu jest poniżana przez otoczenie listonoszka Irena (Maria Chwalibóg), która zajmuje się wychowywaniem nieślubnego dziecka. Poznając niepełnosprawnego rencistę Jacka (Bogusław Linda), Irena próbuje ułożyć sobie z nim życie, jednak wrogość otoczenia popycha parę do podjęcia drastycznych środków.
Kobieta samotna powstała w momencie tuż przed wprowadzeniem stanu wojennego w Polsce, toteż w ówczesnych warunkach politycznych okazała się niecenzuralna. W Polsce film został wyświetlony dopiero w 1987 roku, a na Festiwalu Polskich Filmów Fabularnych rok później przyznano mu trzy statuetki: dla Agnieszki Holland (Nagroda Specjalna Jury), Marii Chwalibóg i Bogusława Lindy (za pierwszoplanowe role aktorskie).

## Fabuła
Tytułową bohaterką jest kobieta w średnim wieku, pracująca jako listonoszka w jednej z dzielnic Wrocławia. Na co dzień spotyka ją szereg trudności i przeszkód. Prowadzi życie mieszkaniowe na niskim poziomie, doświadcza nieprzychylności sąsiadów, ciężko znosi trudy swojej pracy. Dodatkowo w pojedynkę zajmuje się wychowaniem nieślubnego dziecka. Sytuację pogłębia frustracja po śmierci ciotki, którą się opiekowała, gdy wychodzi na jaw fakt, że zmarła nie zapisała jej spadku. Nagłe zmiany następują z chwilą poznania młodszego mężczyzny, niepełnosprawnego rencisty. Między obojgiem pojawia się uczucie. W wyniku piętrzących się problemów w pracy, Irena decyduje się na desperacki krok. Kradnie pieniądze z przekazów pocztowych, po czym pozostawia syna w szkole i udaje się do Jacka z zamiarem realizacji jego wcześniejszego pomysłu – wyjazdu za granicę. W drodze autem para ma wypadek drogowy. W obliczu grożącego aresztowania za kradzież, Jacek odbiera życie Irenie w pokoju hotelowym, a sam w akcie desperacji udaje się do ambasady amerykańskiej, żądając lotu do USA i szantażując imitacją ładunku wybuchowego. Jego aresztowanie jest dramatycznym finałem filmu.

## Obsada
- Maria Chwalibóg – Irena Misiak
- Bogusław Linda – Jacek Grochala
- Paweł Witczak – Bogdan Misiak, syn Ireny
- Bożena Baranowska – nauczycielka
- Henryk Hunko – mężczyzna na zebraniu w szkole
- Sława Kwaśniewska – ciotka Ireny
- Ryszard Kotys – Władek, kuzyn Ireny, ojciec chrzestny Bogusia
- Jerzy Kozłowski(inne języki) – szef ochrony w ambasadzie
- Bohdana Majda – gospodyni Jacka
- Jerzy Matula – Stefan, naczelnik poczty
- Andrzej Mrozek – ksiądz
- Jerzy Trela – ojciec Bogusia

## Produkcja
Kobieta samotna została wyprodukowana przez Zespół Filmowy „X”. Za reżyserię filmu odpowiadała Agnieszka Holland, która napisała doń scenariusz wraz z Maciejem Karpińskim. Muzykę do filmu skomponował Jan Kanty Pawluśkiewicz, natomiast za zdjęcia odpowiadał Jacek Petrycki, który współpracował z Holland już przy jej pełnometrażowym debiucie, Aktorach prowincjonalnych (1978).
Kobieta samotna została ukończona tuż przed wprowadzeniem stanu wojennego, a ze względu na bezkompromisowe ukazanie przez Holland realiów społecznych Polski przełomu lat 70. i 80. władze nie dopuściły filmu do dystrybucji. Dopiero w 1987 roku film został opublikowany w okrojonej wersji. W 1999 roku w TV Polonia miała premierę integralna wersja filmu, zawierająca sceny usunięte przez cenzurę; sceny te zawierają angielskie napisy, ponieważ zachowały się jedynie w angielskiej kopii filmu. W 2008 roku w ramach cyklu Arcydzieła Polskiego Kina, nakładem Wydawnictwa Telewizji Kino Polska ukazała się reedycja filmu na płyty DVD.

## Odbiór

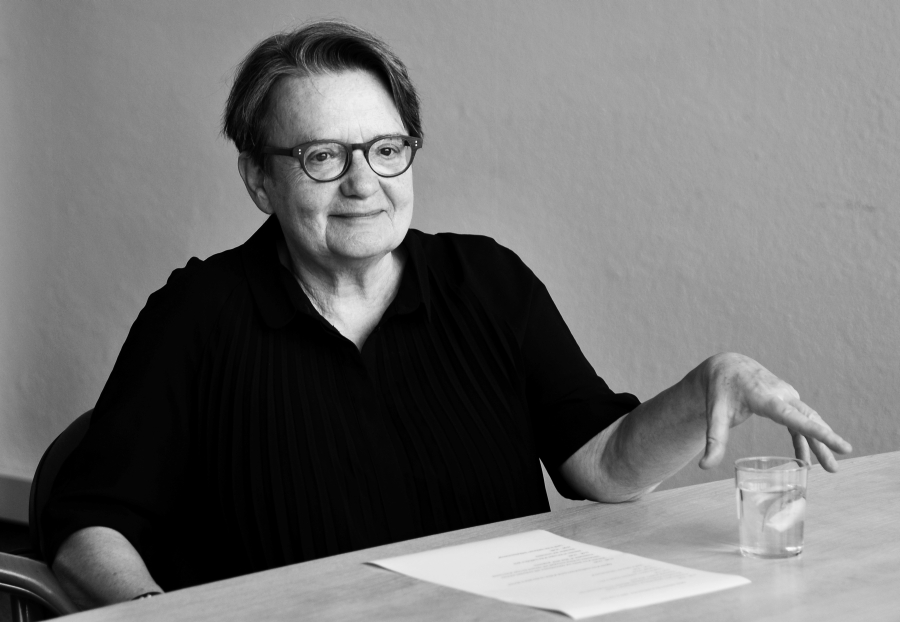
Agnieszka Holland, reżyserka filmu (2014)

Zdaniem Janusza Wróblewskiego „zrealizowana w 1981 roku i zdjęta z półek dopiero siedem lat później opowieść [mówi] o upodleniu, niszczeniu godności i podważaniu prawa do istnienia lekceważonej i spychanej na margines najbardziej bezbronnej części społeczeństwa”. Robert Birkholc zauważył, iż dzieło Holland cechuje przekora wobec wydarzeń następujących w momencie wydarzeń sierpniowych 1980 roku: „Przedmiotem dzieła Holland nie są manifestacje i strajki, ale życie bezbronnej, osamotnionej kobiety”. Birkholc dodawał, że „pozbawiona taniego sentymentalizmu perspektywa Holland oraz znakomite aktorstwo Marii Chwalibóg i Bogusława Lindy czynią [...] z Kobiety samotnej jeden z najbardziej poruszających filmów społecznych w historii polskiego kina”. Bogumiła Fiołek-Lubczyńska stwierdziła po seansie, że „my – widzowie – drętwiejemy w fotelach z rozpaczy i przerażenia”.
Daria Mazur zauważyła, że film Holland „zrealizowany został techniką niemal paradokumentalną, w sposób prosty, ascetyczny”. Jednocześnie zdaniem Mazur siermiężny wizerunek polskiej prowincji zostaje uzupełniony o fantazję dziecięcą. Zdaniem Mazur w świecie Holland jedynie dziecko głównej bohaterki ma szansę ocalenia niewinności, nawet w momencie opuszczenia przez matkę. Katarzyna Mąka-Malatyńska przyrównała Kobietę samotną do klasycznej tragedii, argumentując swą interpretację kulminacyjnym aktem zabójstwa. Marek Haltof porównał film Holland z dziełem Krzysztofa Kieślowskiego Bez końca (1984), wskazując jako czynnik je wiążący niezwykle ponury obraz rzeczywistości Polski. 
Kobieta samotna była ceniona również za granicą. Reporter czasopisma „Cinéaste”, Lawrence Weschler, uznał film za „bardzo realistyczny”. Weschler zacytował wypowiedź jednego z widzów, który uznał film za „jeden z najlepszych, najbardziej poruszających filmów przeze mnie obejrzanych”. Janet Maslin w recenzji dla „The New York Timesa” oceniła dzieło Holland jako „bolesny portret nie tylko pojedynczej osoby, ale i większych sił rządzących jej przeznaczeniem”. Ela Bittencourt z czasopisma internetowego „Slant” doceniła stosowany przez Holland styl, polegający na „mieszaniu czarnego humoru z psychologiczną obserwacją”. W poradniku Women in Film dzieło polskiej reżyserki zostało opisane jako „wrażliwy, acz przerażający portret codziennego życia samotnej matki na prowincji”. 
W 2019 roku redakcja brytyjskiego pisma „The Observer” umieściła Kobietę samotną na liście 25 filmów „definiujących kino europejskie”.

## Nagrody
- 1988 – Agnieszka Holland – Gdynia – Festiwal Polskich Filmów Fabularnych – Nagroda Specjalna Jury.
- 1988 – Maria Chwalibóg – Gdynia – Festiwal Polskich Filmów Fabularnych – nagroda za pierwszoplanową rolę kobiecą.
- 1988 – Bogusław Linda – Gdynia – Festiwal Polskich Filmów Fabularnych – nagroda za pierwszoplanową rolę męską.
- 1988 – Maria Chwalibóg – nagroda Przewodniczącego Komitetu do spraw Radia i Telewizji